# Bibelfenster (La Baussaine)

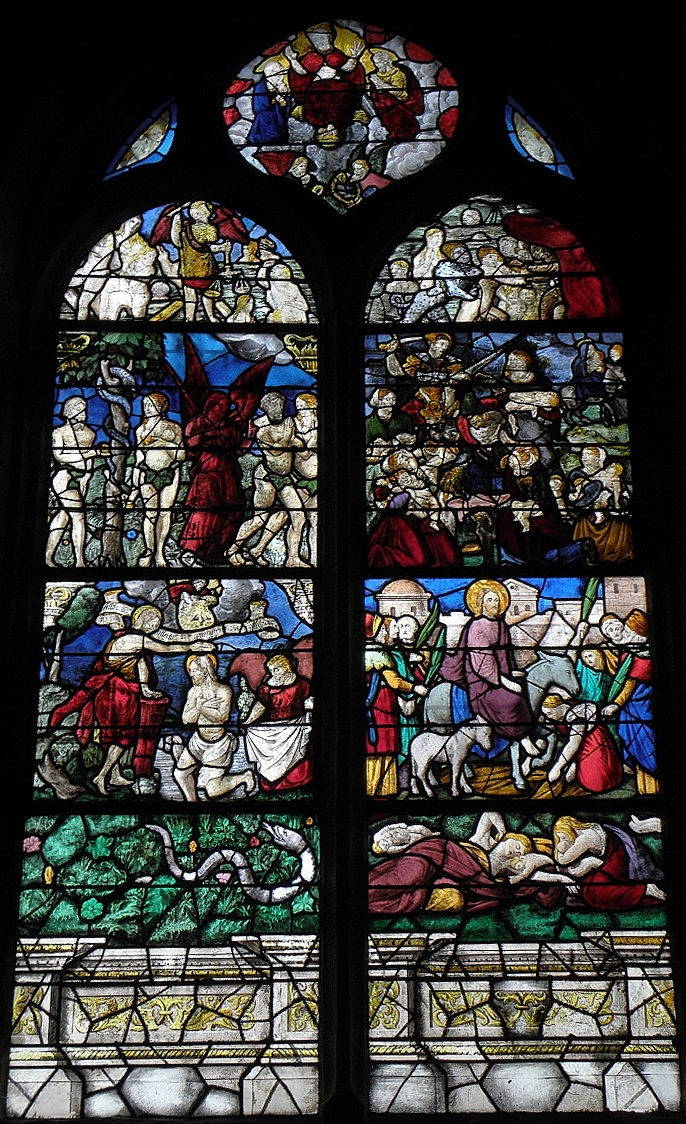
Bibelfenster in La Baussaine

Das Bibelfenster im Chor der katholischen Pfarrkirche St-Léon in La Baussaine, einer französischen Gemeinde im Département Ille-et-Vilaine in der Region Bretagne, wurde im 16. Jahrhundert geschaffen. Das Bleiglasfenster wurde 1906 als Monument historique in die Liste der geschützten Objekte (Base Palissy) in Frankreich aufgenommen.
Das Fenster aus einer unbekannten Werkstatt stellt Szenen aus dem Alten und Neuen Testament dar (siehe Bildbeschreibungen). 

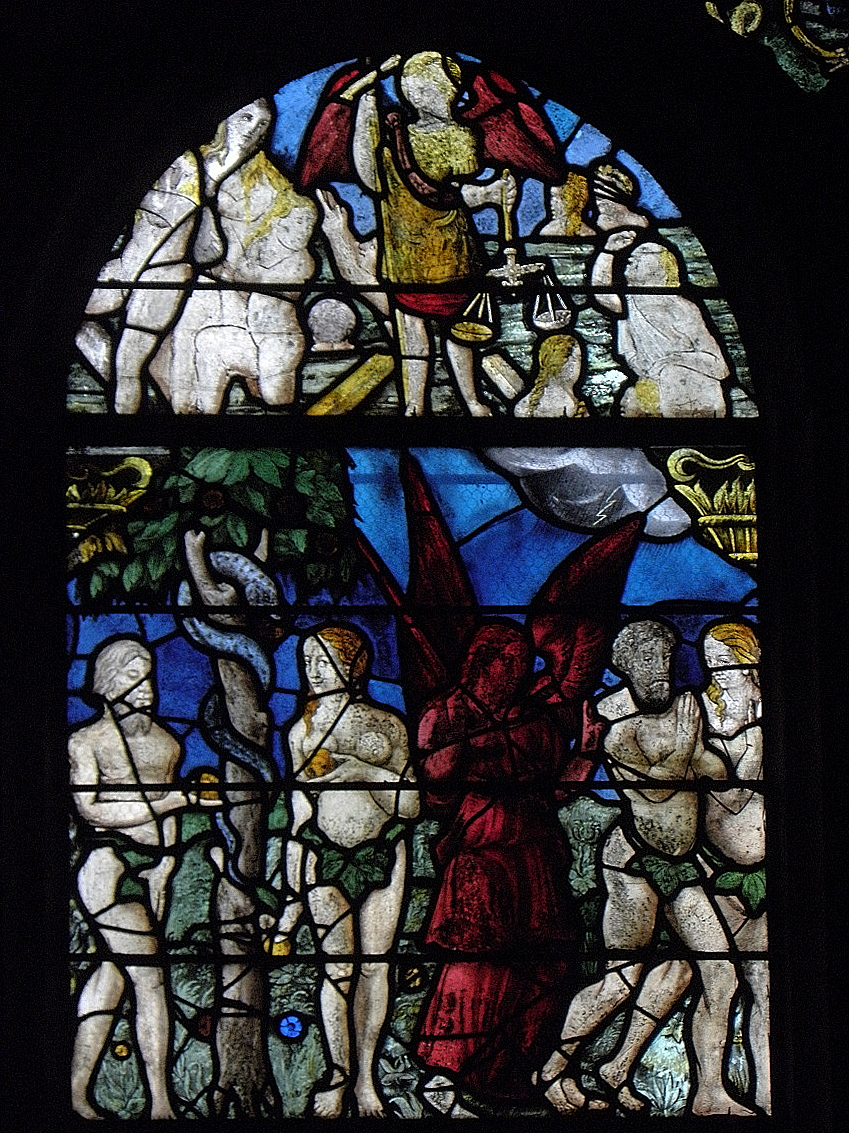
Adam und Eva werden aus dem Paradies vertrieben (unten) und der Erzengel Michael wiegt die Seelen (oben)
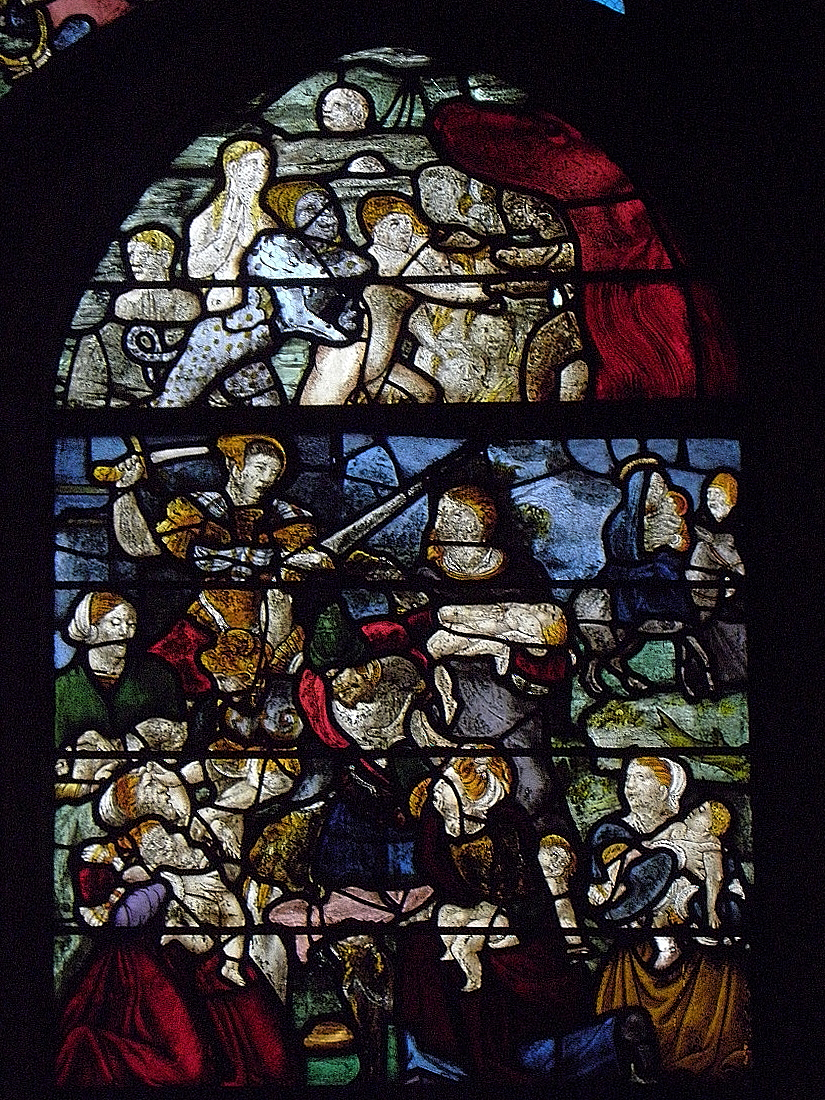
Tötung der unschuldigen Kinder
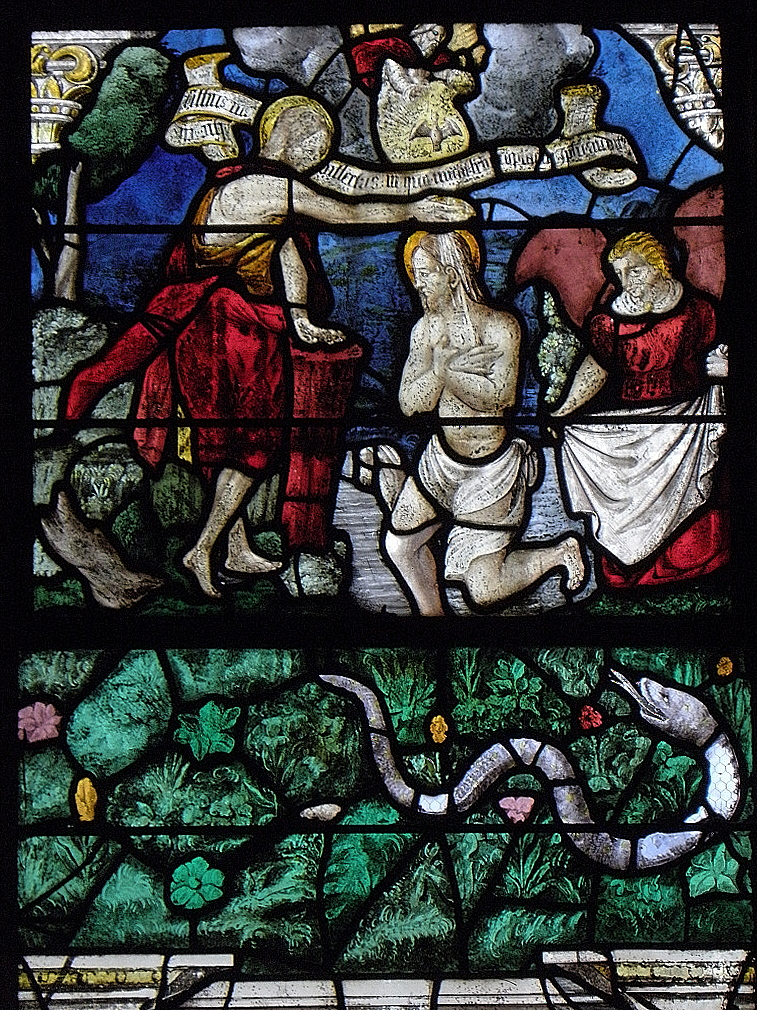
Taufe Jesu
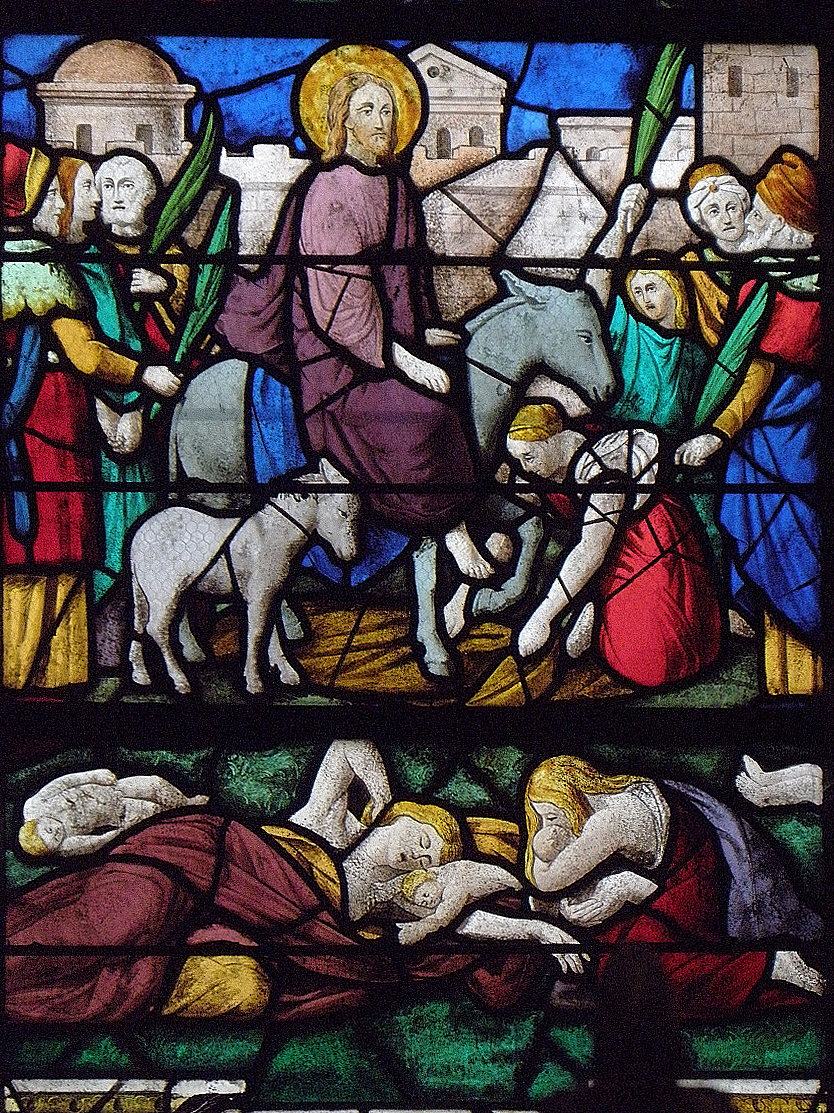
Einzug Jesu in Jerusalem